# Travie McCoy
Travie McCoy, geboren als Travis Lazarus McCoy (Geneva (New York), 6 augustus 1981), is een Amerikaans zanger en rapper. Hij is de leadzanger van de alternatieve-hiphopband Gym Class Heroes. Zijn eerste soloalbum, Lazarus kwam uit op 8 juni 2010 in Amerika. De eerste single van dit album, "Billionaire", waarvoor hij samenwerkte met Bruno Mars, werd direct een nummer 1-hit in de Nederlandse Top 40.

## Discografie

### Albums
| Album met eventuele hitnotering(en) in de Nederlandse Album Top 100 | Datum van verschijnen | Datum van binnenkomst | Hoogste positie | Aantal weken | Opmerkingen |
| ------------------------------------------------------------------- | --------------------- | --------------------- | --------------- | ------------ | ----------- |
| Lazarus                                                             | 17-09-2010            | -                     |                 |              |             |

### Singles
| Single met eventuele hitnotering(en) in de Nederlandse Top 40 | Datum van verschijnen | Datum van binnenkomst | Hoogste positie | Aantal weken | Opmerkingen                                               |
| ------------------------------------------------------------- | --------------------- | --------------------- | --------------- | ------------ | --------------------------------------------------------- |
| Daylight                                                      | 2008                  | 28-06-2008            | tip15           | -            | als Travis McCoy / met Kelly Rowland                      |
| Billionaire                                                   | 24-05-2010            | 03-07-2010            | 1(1wk)          | 17           | met Bruno Mars / Nr. 4 in de Single Top 100               |
| We'll be alright                                              | 18-10-2010            | 20-11-2010            | 22              | 10           | Nr. 82 in de Single Top 100 / Alarmschijf                 |
| Higher                                                        | 2010                  | 22-01-2011            | 7               | 17           | met Taio Cruz / Nr. 15 in de Single Top 100 / Alarmschijf |
| Rough water                                                   | 2013                  | 18-01-2014            | 38              | 2            | met Jason Mraz / Alarmschijf                              |
| Wrapped up                                                    | 2014                  | 20-12-2014            | 17              | 10           | met Olly Murs / Nr. 66 in de Single Top 100               |
| Drunk again                                                   | 2018                  | 05-05-2018            | tip7*           |              | met Hello August                                          |

| Single met hitnotering(en) in de Vlaamse Ultratop 50 | Datum van verschijnen | Datum van binnenkomst | Hoogste positie | Aantal weken | Opmerkingen    |
| ---------------------------------------------------- | --------------------- | --------------------- | --------------- | ------------ | -------------- |
| Billionaire                                          | 2010                  | 21-08-2010            | 18              | 11           | met Bruno Mars |
| We'll be alright                                     | 2010                  | 20-11-2010            | tip6            | -            |                |
| Love me                                              | 2012                  | 14-04-2012            | tip83           | -            | met Stooshe    |
| Rough water                                          | 2013                  | 18-01-2014            | tip65*          |              | met Jason Mraz |

- Bibliothèque nationale de France: cb15668531q (data)
- Gemeinsame Normdatei: 135715644
- International Standard Name Identifier: 0000 0003 6194 1528
- Library of Congress Control Number: no2010094715
- MusicBrainz: 76bf7aec-83f0-47a9-8964-eea180b99ac2
- Nationale Bibliotheek van Polen: a0000002473085
- Virtual International Authority File: 221801538
- WorldCat: E39PBJxCBghbX4vCg33trRqvpP